# Androceras
Androceras es un género de coleópteros de la familia Anthribidae.

## Especies
Contiene las siguientes especies:
- Androceras flabellicornis Shibata, 1970
- Androceras gerrhus Jordan, 1923
- Androceras khasianus Jordan, 1903
- Androceras laticornis Jordan, 1928
- Androceras lepidus Jordan, 1911
- Androceras pulcherrimus Jordan, 1932
- Androceras rhodesi Jordan, 1932
- Androceras stratus Jordan, 1928